# كورنان
كورنان (بالفارسية: کورنان) هي قرية تقع في خراسان شمالي في إيران.